# Козино (городской округ Солнечногорск)
Козино — деревня в Московской области России. Входит в городской округ Солнечногорск. Население — 142 чел. (2010).

## География
Деревня Козино расположена на севере Московской области, в северо-западной части округа, примерно в 6 км к северо-западу от центра города Солнечногорска, рядом с федеральной автодорогой М10. В деревне 2 улицы — Новая и Санаторно-лесной школы № 1, приписано 8 садоводческих товариществ. Ближайшие населённые пункты — деревня Мошницы, посёлки Смирновка и 2-я Смирновка.

## Население
| 1852 | 1859 | 1890 | 1899 | 1926 | 1932 | 1966 |
| ---- | ---- | ---- | ---- | ---- | ---- | ---- |
| 59   | ↘50  | ↗59  | ↗76  | ↘65  | ↗86  | ↗112 |
| 1998 | 2002 | 2010 |      |      |      |      |
| ↗126 | ↗128 | ↗142 |      |      |      |      |

## История
Козино, сельцо 1-го стана, Г. Золотарева, крестьян 31 душа мужского пола, 28 женского, 8 дворов, 66 верст от столицы, 10 от уездного города, в ½ версте от шоссе.— Нистрем К. Указатель селений и жителей уездов Московской губернии, 1852 г.
В «Списке населённых мест» 1862 года — владельческое сельцо 1-го стана Клинского уезда Московской губернии по левую сторону Санкт-Петербурго-Московского тракта от города Клина на город Москву, в 16 верстах от уездного города и 6 верстах от становой квартиры, при пруде, с 7 дворами и 50 жителями (21 мужчина, 29 женщин).
По данным на 1890 год — деревня Солнечногорской волости Клинского уезда с 59 душами населения, в 1899 году — деревня Вертлинской волости Клинского уезда, проживало 76 жителей.
В 1913 году — 11 дворов, близ сельца находилось несколько имений.
По материалам Всесоюзной переписи населения 1926 года — деревня Мошницкого сельсовета Вертлинской волости Клинского уезда в 1 км от Ленинградского шоссе и 6,4 км от станции Подсолнечная Октябрьской железной дороги, проживало 65 жителей (22 мужчины, 43 женщины), насчитывалось 15 хозяйств, среди которых 14 крестьянских, работали трудовые коммуны «1-е мая», «Клара Цеткин» и «Красный Октябрь».
С 1929 года — населённый пункт в составе Солнечногорского района Московского округа Московской области. Постановлением ЦИК и СНК от 23 июля 1930 года округа как административно-территориальные единицы были ликвидированы.
1929—1957, 1960—1963, 1965—1994 гг. — деревня Мошницкого сельсовета Солнечногорского района.
1957—1960 гг. — деревня Мошницкого сельсовета Химкинского района.
1963—1965 гг. — деревня Мошницкого сельсовета Солнечногорского укрупнённого сельского района.
С 1994 до 2006 гг. деревня входила в Мошницкий сельский округ Солнечногорского района.
С 2005 до 2019 гг. деревня включалась в Смирновское сельское поселение Солнечногорского муниципального района. Один из двенадцати волнистых клиньев, изображённых на гербе и флаге сельского поселения, символизирует деревню Козино, как входившую в число крупных населённых пунктов муниципального образования.
С 2019 года деревня входит в городской округ Солнечногорск, в рамках администрации которого относится с территориальному управлению Смирновское.